# جوليا شتاينبرغر
جوليا ك. شتاينبرغر (مواليد 1974) أستاذة الاقتصاد البيئي في جامعة ليدز. تدرس العلاقات بين استخدام الموارد وأداء المجتمعات. وهي مؤلفة تقرير التقييم السادس للهيئة الحكومية الدولية المعنية بتغير المناخ (IPCC)، حيث ساهمت في مناقشة التقرير لمسارات التخفيف من آثار تغير المناخ.

## التعليم والحياة المبكرة
شتاينبرغر، هي ابنة جاك شتاينبرغر الحائز على جائزة نوبل في الفيزياء، درست العلوم في كوليج دي سوسور في سويسرا، حيث حصلت على جائزة دي سوسور عام 1993. انتقلت إلى الولايات المتحدة للحصول على درجة الدراسات العليا، حيث عملت في جامعة براون على خلفية الموجات الكونية الكونية. حصلت على درجة الدكتوراه في دراسة الذرات شديدة البرودة في معهد ماساتشوستس للتكنولوجيا. عملت في مركز الذرات الفائقة البرودة مع توماس غرايتاك ودانييل كليبنر  على تطوير طرق جديدة لاحتجاز الهيدروجين شديد البرودة والديوتيريوم. 

## الأبحاث والعمل
كانت شتاينبرغر زميلًا لما بعد الدكتوراه في جامعة لوزان ثم جامعة زيورخ، حيث عملت جنبًا إلى جنب مع كلوديا بيندر.   عُيينت شتاينبرغر باحثة أولى في معهد البيئة الاجتماعية بجامعة كلاغنفورت عام 2007. تتناول أبحاثها العلاقات بين استخدام الموارد (الطاقة والمواد وانبعاث غازات الاحتباس الحراري) وأداء المجتمعات (الرفاهية والناتج الاقتصادي).  تُعنى شتاينبرغر بتحديد مسارات تطوير جديدة نحو مجتمع منخفض الكربون. التحقت بجامعة ليدز أستاذة مشاركة في الاقتصاد البيئي في عام 2011. وهي عضو في مركز اقتصاديات وسياسات تغير المناخ (CCCEP).
بيّنت شتاينبرغر أن انبعاثات غازات الاحتباس الحراري في المدن العالمية تعتمد على العلاقة بين العوامل الجيوفيزيائية والتقنية. كما حقّقت في سلسلة المنسوجات ونفايات الطعام واستخدام المواد.    وهي عضو في مجلس أبحاث الهندسة والعلوم الفيزيائية (EPSRC) iBUILD (I nfrastructure BU siness Models ، التقييم و I novation for L ocal D elivery) iBUILD. 
شتاينبرغر هي الباحث الرئيسي في مشروع Leverhulme Trust «العيش بشكل جيد ضمن حدود». يبحث المشروع في المتطلبات الفيزيائية الحيوية لرفاهية الإنسان، وتأثير الدعم الاجتماعي على مستويات الموارد المرتبطة بذلك. يهدف المشروع أيضًا إلى فهم كيفية استخدام موارد العالم المحدودة للحفاظ على رفاهية الإنسان. لتحقيق ذلك، يعتقد شتاينبرغر أنه من الضروري تحديد ماهية الحياة «الجيدة»، وفهم متطلبات الرفاهية والسياق المحيط بعدم المساواة الدولية.
درست شتاينبرغر كيف يمكن للبشرية الحفاظ على نوعية حياة جيدة دون الإضرار بالكوكب. وتجادل بأنه من أجل تحقيق أهداف الأمم المتحدة للتنمية المستدامة، يجب على العالم الابتعاد عن النمو والتوجه نحو نموذج اقتصادي يعزز الاستدامة والإنصاف. تصور شتاينبرغر وزملاؤها العلاقة بين الأداء الوطني في العديد من مؤشرات الاستدامة البيئية والعتبات الاجتماعية لـ «حياة جيدة». 
وانتقدت تغطية بي بي سي للقضايا البيئية عندما أيد المحلل البيئي روجر هارابين إجراءات حكومة المملكة المتحدة بشأن المناخ. تدعم شتاينبرغر عمل غريتا تونبرج ونشطاء حركة الإضراب المدرسي لدعم المناخ. كانت واحدة من 238 أكاديميًا دعوا الاتحاد الأوروبي للحد من النمو الاقتصادي وتعزيز الاستقرار والرفاهية بدلاً من ذلك. كانت شتاينبرغر المؤلف الرئيسي لتقرير التقييم السادس للفريق الحكومي الدولي المعني بتغير المناخ لفريق العمل 3. كما كانت مؤلفة رئيسية في وحدة المعرفة الخاصة بالتوسع الحضري لتقييم الطاقة العالمي التابع للمعهد الدولي لتحليل النظم التطبيقية (IIASA). وهي عضو في اللجنة التوجيهية لأرض المستقبل.

## الحياة الشخصية
شتاينبرغر هي ابنة جاك شتاينبرجر الحائز على جائزة نوبل في الفيزياء وسنثيا شتاينبرغر.